# Фантомски уд
Фантомски уд је појава када особа са инвалидитетом, упркос томе што јој недостаје поједини уд или орган, има осећај, или се понаша, као да тог мањка нема. Најчешћи осећај фантомског уда је код губитка руке, ноге, појединих делова шаке и стопала. Особа може дуже времена (некада и цео живот) имати илузију да и даље има тај уд, односно, може осећати напетост у мишићима, притисак, додир или свраб на делу екстремитета који је одстрањен. Разлог осећаја фантомског уда лежи у чињеници да је мождани центар за изгубљени орган сачуван и да нормално функционише.